# ECRS
Az ECRS egy angol betűszó, az Eliminate (megszüntet), Combine (kombinál, párhuzamosít), Rearrange (átrendez) és Simplify (egyszerűsít) szavak kezdőbetűiből áll össze. A betűszó egy egyszerű folyamatelemző módszert takar, amelyet elsősorban az üzemszervezés (industrial engineering) és a lean alkalmaz annak érdekében, hogy a folyamatokból eltávolíthassuk a veszteséget, növeljük a hatékonyságot.

## Az ECRS módszer leírása
A módszert célszerű egy adott tevékenységre, vagy egy egyszerű folyamatszakaszra vonatkoztatva alkalmazni. Miután jó alaposan megfigyeltük a tevékenységet ill. a folyamatszakaszt, a következő kérdéseket érdemes feltenni: 
1. Melyek voltak azok a tevékenységek, mozdulatok, amelyek elhagyhatók, és ez nem befolyásolja a folyamat sikerességét?
2. A fennmaradó tevékenységek közül melyeket lehet párhuzamosan (egyidejűleg) elvégezni?
3. A fennmaradó tevékenységeket más sorrendben végezve hatékonyabbak, eredményesebbek lennénk? A tevékenységek ergonomikusabbak lesznek, az egyes munkatársak leterheltsége változik? Könnyebb így a munkavégzés?
4. A fennmaradó tevékenységeket hogyan lehetne egyszerűbben elvégezni?

Vagy egy másik megközelítésben:
1. El lehet hagyni a vizsgált tevékenységet anélkül, hogy az negatívan befolyásolná a termék minőségét, a biztonságos, ergonomikus munkavégzést?
2. Össze lehet vonni egy másik tevékenységgel? Párhuzamosítható egy másik tevékenységgel?
3. Előbb vagy később végezve a tevékenységet változik az eredmény? Könnyebb, hatékonyabb, biztonságosabb lesz a munkavégzés?
4. Hogyan lehet egyszerűsíteni a tevékenységet?

Az elemzés közben az ECRS módszert célszerű más problémaelemző módszerekkel (5W ill. 5W+1H) együtt alkalmazni.